# 우니베르시타리오 데 수크레

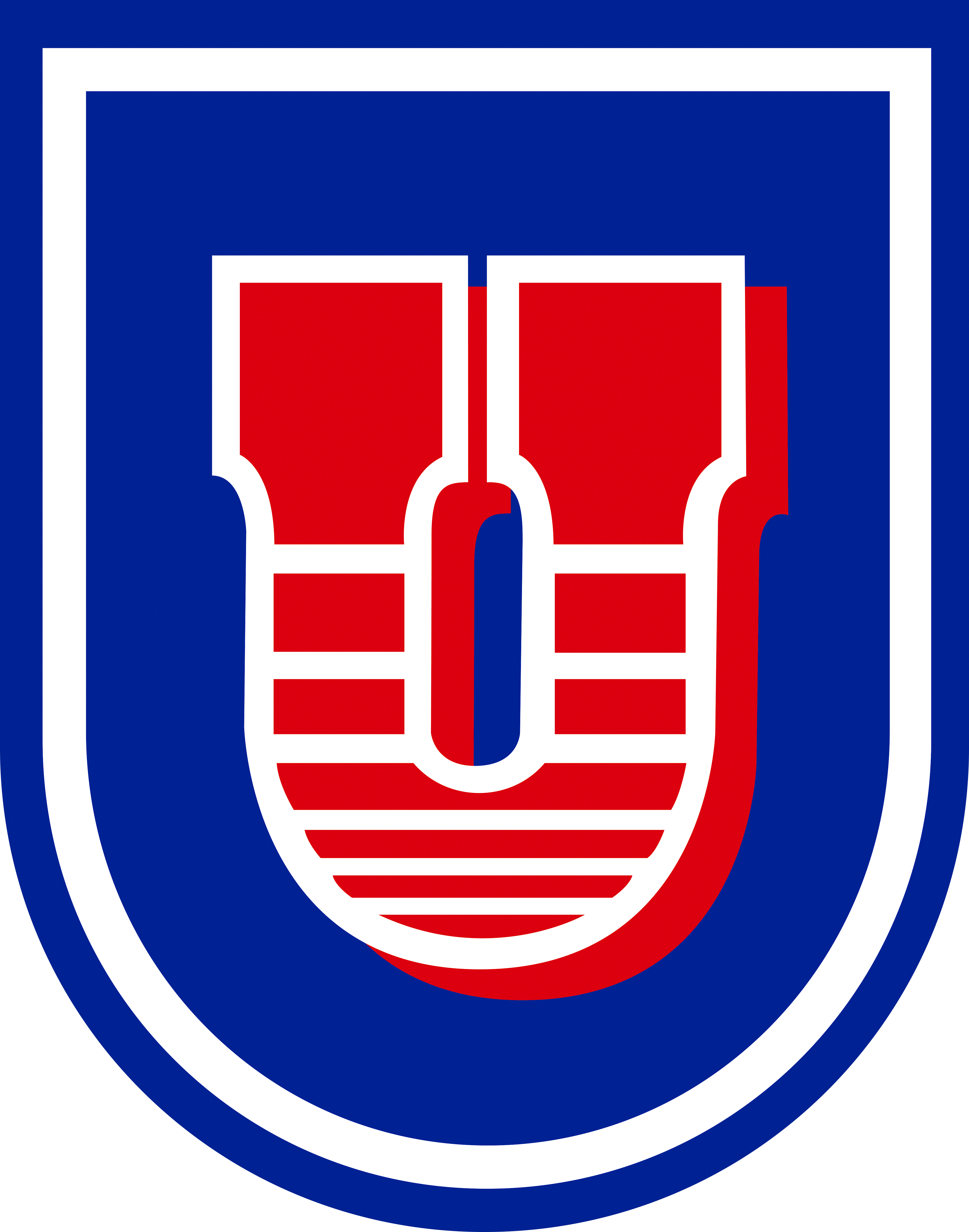

우니베르시타리오 데 수크레(Universitario de Sucre)는 볼리비아 수크레를 연고로 하는 축구 클럽이다. 이 팀은 1962년 4월 5일에 창단되었으며 현재는 리가 데 풋볼 프로페시오날 볼리비아노에 참가하고 있다.

## 역대 감독
| 감독                     | 임기 |
| ------------------------ | ---- |
| 훌리오 세자르 발데비에소 | 2015 |

틀:코파 시몬 볼리바르